# DICOM
醫療數位影像傳輸協定（DICOM）是一組通用的標準協定，在對於醫學影像的處理、儲存、列印、傳輸上。它包含了檔案格式的定義及網路通信協定。DICOM是以TCP/IP為基礎的應用協定，並以TCP/IP聯繫各個系統。兩個能接受DICOM格式的醫療儀器間，可藉由DICOM格式的檔案，來接收與交換影像及病人資料。
DICOM可以整合不同廠商的醫療影像儀器、伺服器、工作站、列印機和網路設備，使它們都能整合在PACS系統中。許多不同廠商的儀器、伺服器、工作站都根據DICOM的標準，來製造支援DICOM機器。DICOM已經廣泛地被醫院所採用，並且在牙醫和一般的診所中獲得小規模的運用。

## DICOM的資料格式
在所有的用途上都是使用相同的格式，包括了網路應用和檔案處理，和其他格式不同的是它統合了所有的資訊在同一個資料內，也就是說，如果有一張胸腔X光影像在你的病人個人資料內，這個影像絕不可能意外地再從你的病人資料中分離。
DICOM的檔案是由標準化且自由型式的開頭再加上一連串的影像數據，單一個DICOM的物件只包含一張影像，但是此影像可能會有多個套圖，這是為了能儲存動態影像以及其他複圖形式的資料，影像資料可以經壓縮用在其他的格式上，包括了JPEG, JPEG Lossless, JPEG 2000, LZW and Run-length encoding (RLE)。

## DICOM服務
DICOM是由多種支援服務結合而成，大部分和網路上的資料傳輸有關，下面的這些處理過程和它只是小有關係。

### 儲存
DICOM的儲存服務是用在傳送影像或是將其他的持續物件（persistent objects）（例如整理過的病歷報告）傳送到PACS的工作站。

### 儲存確認
DICOM的儲存確認是一種為了確定影像儲存在特定地方（可能是硬碟或是其他的支援媒界，如燒在光碟內）的服務，此等級的用戶端（機器設備或是工作站等）用從服務供應器（儲存站或原始端）發出的資訊來確認，以確保原始端的影像可以放心地刪除了。

### 影像獲得
此項功能讓工作站可以找到影像列或是其他的PACS物件，如此便可取得影像。

### 工作列表
此項功能讓一个图像设备（a modality）可以以电子方式接收到病人的详细信息和计划对此病人进行的检查，以此避免重复输入訊息以及在重复输入信息中产生错误。

### 原始端執行進程記錄（Modality Performed Procedure Step）
原始端工作列的附加服務，可以讓原始端送出有關此項檢查的其他資料，如獲得的影像數還有劑量的輸出數等等。...

### 列印
DICOM的列印服務是將影像傳送至DICOM印列機，大部分是輸出X光影像，有一套標準的校正程序，以確保在不同的顯示裝置（包括數位複製）中仍保有一致性。

### 離線支援
DICOM限制DICOM上的支援設備名稱有8字元的名字（很多人都錯誤地用8.3，但那是不合法的），研發者沒有小心地注意這個限制通常都是問題產生的來源，要和舊的系統久遠保持相容性是相當重要的，DICOM也改修了檔案定位的方式，就是DICOMDIR檔案，它提供了媒體形式的導引和結論等資訊，DICOMDIR資料對每一個檔案可以存放的資訊比其他的檔案類型都大得多，有時就不需要有意義的檔案名稱。

## 歷史
早期著名的DICOM標準是3.0版，在1993年發明，原先是在用國際電子製造組織（NEMA）還有許多公眾產業上，也有不少公開的支援工具。媒體形式的交換測試、光碟媒體形式的連接過程、和由IHE組織發展的網路活動等都不斷地運作。
DICOM支援的設備有下列項目：
- AS = Angioscopy 血管鏡
- BI = Biomagnetic Imaging 生物磁場成像
- CD = Color Flow Doppler 彩色血流多普勒
- CF = Cinefluorography 熒光透視
- CP = Colposcopy 陰道鏡
- CR = Computed Radiography 電腦X光攝影
- CS = Cystoscopy 膀胱鏡
- CT = Computed Tomography 電腦斷層攝影
- DD = Duplex Doppler 雙工多普勒
- DF = Digital Fluoroscopy 數位熒光透視
- DG = Diaphanography 透視攝影
- DM = Digital Microscope 數位顯微鏡
- DSA = Digital Subtraction Angiography 數位減影心血管造影
- DX = Digital Radiography 數位X光攝影
- EC = Echocardiography 超聲心動圖
- ES = Endoscopy 內視鏡
- FA = Fluorescein Angiography 透視血管攝影
- FS = Fundoscopy 眼底檢查
- HC = Hard Copy 硬拷貝
- LP = Laparoscopy 腹腔鏡
- LS = Laser Surface Scan 雷射體表掃描
- MA = Magnetic Resonance Angiography 磁共振血管攝影
- MR = Magnetic Resonance 核磁共振成像
- MS = Magnetic Resonance Spectroscopy 核磁共振波譜
- NM = Nuclear Medicine 核子醫學（简体：核医学）
- OT = Other 其他
- PT = Positron Emission Tomography (PET) 正電子發射斷層顯像
- RF = Radio Fluoroscopy 透視攝影
- RG = Radiographic Imaging (conventional film screen) X光成像（傳統底片）
- RTDOSE = Radiotherapy Dose 放射治療劑量
- RTIMAGE = Radiotherapy Image 放射治療影像
- RTPLAN = Radiotherapy Plan 放射治療計劃
- RTSTRUCT = Radiotherapy Structure Set 放射治療結構裝置
- ST = Single-photon Emission Computed Tomography 單光子放射斷層攝影（单光子发射计算机断层摄影）
- TG = Thermography 熱影像技術
- US = Ultrasound 超音波檢查
- VF = Videofluorography 視頻透視
- VL = Visible Light Microscope 光學顯微鏡
- XA = X-Ray Angiography X光血管攝影
- XC = eXternal Camera 外置鏡頭
- ECG = Electrocardiograms 心電圖